# Kadyny
Kadyny  [kaˈdɨnɨ] (deutsch Cadinen oder Kadinen) ist ein Dorf in der Gemeinde Tolkmicko (Tolkemit) im Powiat Elbląski (Elbinger Kreis) in der polnischen Woiwodschaft Ermland-Masuren.

## Geographische Lage
Das Dorf liegt im ehemaligen Westpreußen, am Frischen Haff an der Ostsee, etwa 16 Kilometer nordnordöstlich von Elbląg (Elbing) und 4 ½ Kilometer südwestlich von  Tolkmicko (Tolkemit).

## Geschichte

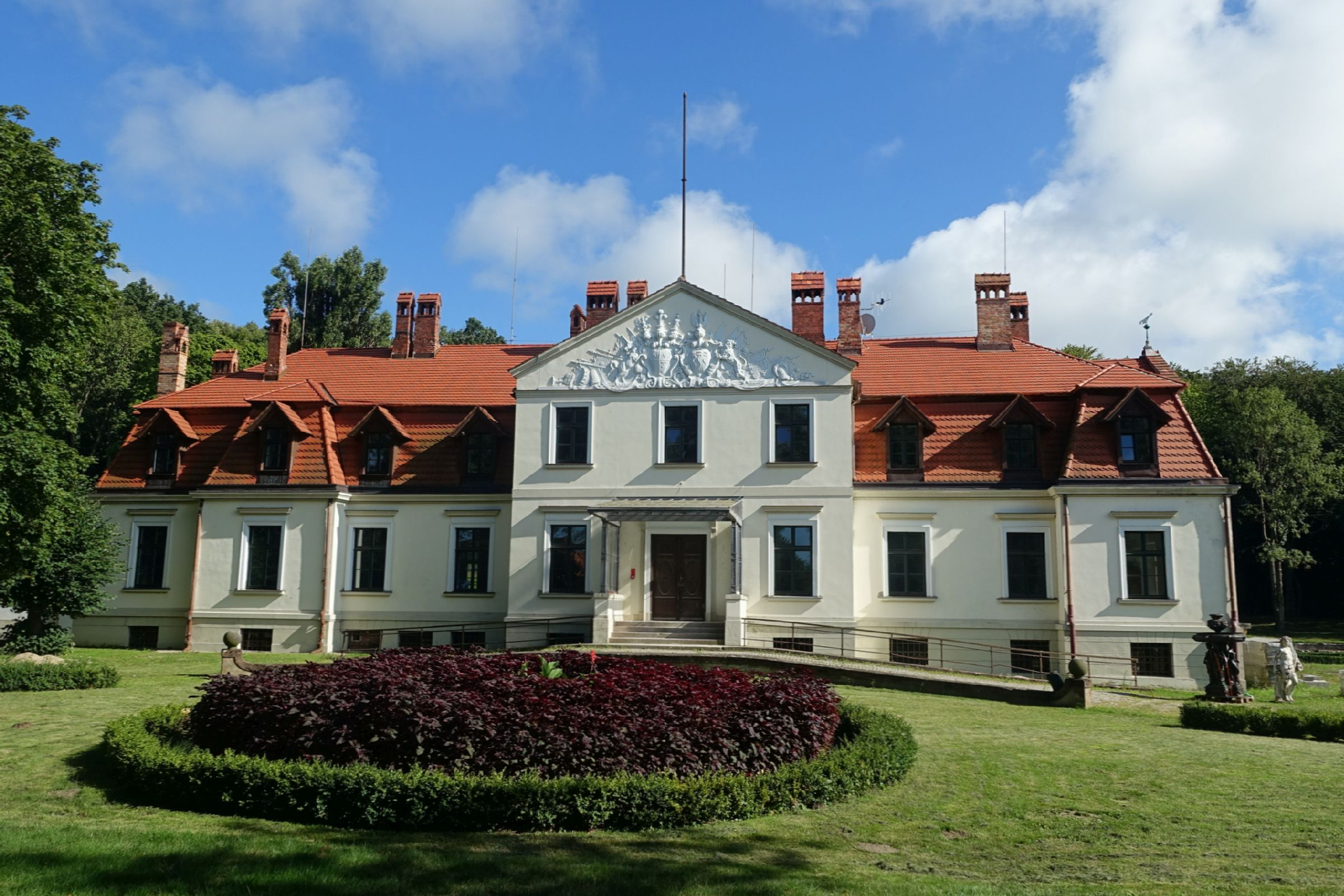
Ehemaliges Herrenhaus und Kaiserliches Schloss Cadinen (2019)

Kadinen, nordnordöstlich von Elbing und südwestlich von Tolkemit, am Ostufer des Frischen Haffs, auf einer Landkarte von 1910

Die erste Erwähnung einer Siedlung an der Stelle des Ortes stammt aus einer Urkunde des Jahres 1255, in welcher der Ort als terra Kadinensis erwähnt wird. Im Jahr 1354 hieß er Kudien. Der Name leitet sich von prußisch „kudas“ ab und bedeutet „mager, elend“. Die Cadina war eine altpreußische Burg, die dort lag, wo eine Klosterruine erhalten ist. Der Sage nach geht der Name jedoch auf Cadina, die Tochter eines prußischen Häuptlings, zurück.
Ab 1415 war die Familie Baysen im Besitz des Ortes. Das Gut Cadinen wechselte noch öfter den Besitzer; unter anderem war es von 1624 bis 1787 im Besitz der Grafenfamilie von Schlieben. Um 1720 ließ die Familie ein steinernes, zweietagiges Gutshaus errichten, das später noch mehrfach umgebaut wurde. Nachdem der preußische General Wilhelm von Schwerin das Rittergut 1787 erworben hatte, erfolgten umfangreiche Veränderungen an den Gebäuden und in der Umgebung. So wurde auch die Cadiner Chaussee angelegt. In der Folgezeit wechselte das Gut immer wieder die Besitzer; unter anderem war Gotthilf Christoph Struensee von 1804 bis 1814 Eigentümer. Im Jahr 1817 kaufte von Christoph von Struensee der Kaufmann Daniel Birkner den ganzen Besitz Cadinen für 63.000 Taler.  1840 kaufte der Gutsbesitzer Birkner auf Cadinen für 2596 Taler die Gebäude des 1826 aufgehobenen Franziskaner-Klosters Cadinen nebst dem zugehörigen Fundus von acht Morgen 60 Quadratruten Ackerland und elf Morgen 79 Quadratruten Wiesen.

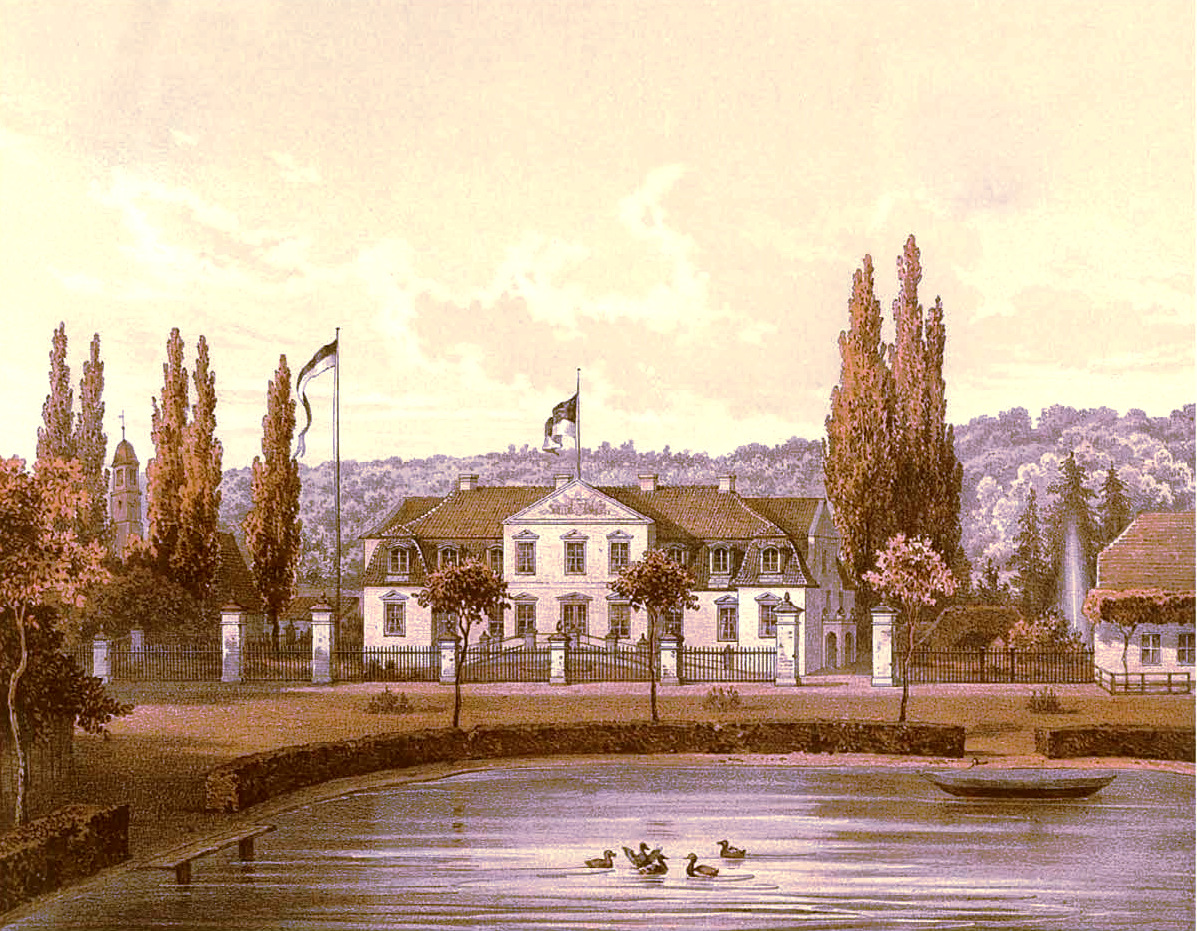
Rittergut Cadinen, Sammlung Alexander Duncker

1898 überließ der verschuldete Braunsberger Landrat Arthur Birkner, Enkel des Daniel Birkner,  den Landsitz dem deutschen Kaiser Wilhelm II., der ihn zu seiner Sommerresidenz ausbauen ließ.
Seitdem wurde Cadinen auch als Schloss bezeichnet. Interessant an Cadinen waren für den Kaiser zunächst die großen Wälder rings um den Ort in einer topografisch stark gegliederten Landschaft mit Steilküste zum Frischen Haff. Diese Wälder ließ der Kaiser sogleich unter Schutz stellen, um hier Jagden veranstalten zu können.
Wilhelm veranlasste 1904 die Gründung einer Majolika-Werkstatt auf dem Gelände, deren Produkte als Cadiner Fliesen bei mehreren U-Bahnhöfen in Berlin, wo 1902 die Kadiner Straße so genannt wurde, beim Alten Elbtunnel in Hamburg und anderen repräsentativen Bauten Verwendung fanden. Für das Werk arbeiteten Künstler wie Ludwig Manzel oder Max Bezner. Kleinere in Cadinen hergestellte plastische Arbeiten wurden vom Kaiser gerne als Geschenke genutzt. Die charakteristische Farbe des Materials erhielt in dieser Zeit den Namen „Cadiner Rot“. Im Hotel „Atlantic“ in Hamburg gibt es ein mit Majolikafliesen gestaltetes zwei Meter hohes Wandporträt von Wilhelm II. von Paul Heydel, das aus dieser Werkstatt stammt.
Der Kaiser ließ auch ein repräsentatives Gestüt errichten, in dem Trakehner, aber auch Holsteiner gezüchtet wurden. Die Baumeister des Kaisers errichteten ab 1899 nicht nur das Gestüt und die kaiserliche Residenz, sondern gestalteten den gesamten Ort neu. Cadinen wurde zum Badeort.
Am 1. April 1927 hatte der Gutsbezirk Cadinen eine Flächengröße von 1635 Hektar, und am 16. Juni 1925 hatte dieser Gutsbezirk 414 Einwohner. Zu den gleichen Zeiten hatte der Gutsbezirk Kickelhof eine Flächengröße von 188 Hektar und 64 Einwohner. Am 17. Oktober 1928 wurden die Gutsbezirke Cadinen und Kickelhof zur Landgemeinde Cadinen zusammengeschlossen.  Im Jahr 1939 hatte die Landgemeinde Cadinen 449 Einwohner.
Im Jahr 1945 gehörte die Landgemeinde Cadinen zum Landkreis Elbing im Reichsgau Danzig-Westpreußen im Regierungsbezirk Danzig des Deutschen Reichs. Cadinen war Sitz des Amtsbezirks
Cadinen.
Gegen Ende des Zweiten Weltkriegs wurde die Region im Februar 1945 von der Roten Armee  besetzt. Anschließend wurde Cadinen zusammen mit der gesamten südlichen Hälfte Ostpreußens von der Sowjetunion besatzungsrechtlich der Volksrepublik Polen  zur Verwaltung überlassen.  Der Ortsname Cadinen wurde zu „Kadyny“ polonisiert. In der Folgezeit wurde die einheimische Bevölkerung von der polnischen Administration aus dem Kreisgebiet vertrieben.
Nach Kriegsende konfiszierte die Volksrepublik Polen das Gestüt. Der ganze Ort wurde nach 1989 von der polnischen Verwaltungsbehörde unter Denkmalschutz gestellt. Er hat sich zu einem beliebten Ziel für den Tourismus entwickelt.

### Demographie
| Jahr | Einwohner | Anmerkungen |
| ---- | --------- | --- |
| 1818 | 157       | Hauptgut und adliges Dorf |
| 1852 | 276       | Gut |
| 1864 | 294       | am 3. Dezember, Gutsbezirk, mit einer Flächengröße von 6404 Morgen und 25 Wohngebäuden |
| 1867 | 267       | am 3. Dezember, Rittergut |
| 1871 | 254       | am 1. Dezember, Rittergut, davon 130 Evangelische, 120 Katholiken und vier sonstige Christen, in 24 Wohngebäuden                                                                                                  |
| 1885 | 256       | am 1. Dezember, Gutsbezirk mit einer Flächengröße von 1635 Hektar und 27 Wohngebäuden; davon 140 Evangelische, 115 Katholiken und ein sonstiger Christ                                                            |
| 1895 | 355       | am 2. Dezember, Gutsbezirk mit einer Flächengröße von 1635 Hektar und 22 bewohnten Wohngebäuden; davon 218 Evangelische, 135 Katholiken und zwei sonstige Christen (zwölf Einwohner mit polnischer Muttersprache) |
| 1910 | 387       | am 1. Dezember, Gutsbezirk, davon 251 Evangelische, 134 Katholiken und zwei sonstige Christen, sämtlich mit deutscher Muttersprache                                                                               |
| 1925 | 414       | Gutsbezirk, am 16. Juni 1925 |
| 1933 | 444       | Landgemeinde |
| 1939 | 449       | Landgemeinde |

## Verkehr

### Straßen
Durch die Stadt verläuft die Woiwodschaftsstraße Nr. 503.

### Bahn
Zum Ort gehörte einmal ein Haltepunkt an der Bahnstrecke Elbląg–Braniewo, dieser lag aber weitab vom Ortszentrum etwas über der Seehöhe des Frischen Haffs.

### Schifffahrt
Ein Yachthafen befindet sich seit 2015 im „Srebrna Riwiera“-Freizeitkomplex, er kann von Schiffen mit geringem Tiefgang genutzt werden.

## Sehenswürdigkeiten
- Der Alte evangelische Friedhof  liegt an einem Feldweg am nordöstlichen Rand des Dorfes. 2004 wurde er im Rahmen des Projekts „Spuren der Vergangenheit“ von Jugendlichen der Mittelschule in Tolkemit aufgeräumt und instand gesetzt.

- Etwa 40 Meter vom Friedhof stand einst die neugotische Evangelische Kirche, sie wurde 1913–1917 auf Befehl Wilhelm II. erbaut und 1920 geweiht. Architekt war Arthur Kickton. Das Gebäude hatte ein einziges Kirchenschiff mit einem etwas niedrigeren Chor, der mit einem Sterngewölbe bedeckt war. Sie wurde durch den Krieg 1945 beschädigt und verfiel, 1958 hat man sie abgebrochen. Ihr Altar, ebenfalls von Wilhelm II. gestiftet, befindet sich heute in der Nikolaikirche in Elbing.

- Das Ensemble Franziskanerkloster Kadyny wurde von 1745 bis 1749 erbaut. Es ist auf einem Hügel gelegen, auf welchem früher die Festung des altpreußischen Stammes der Prußen stand. Das Kloster wurde 1826 aufgelöst und Teile des Gebäudes 1867, 1877 und 1889 abgebrochen. 1975 wurde ein moderner Wiederaufbau in Beton begonnen aber wieder abgebrochen. Die Außenmauern der Klosterkirche sind weitgehend erhalten.[21]
- Das ehemalige Herrenhaus wurde 1688 für Graf Schlieben erbaut; Wilhelm II. veränderte es im 20. Jahrhundert.[22]

- Eine Kapelle von 1680 steht im Ort, eine Kapelle von 1777 ist östlich von Kadyny gelegen.[23]

- Im Ort befindet sich mit der Baysen-Eiche einer der ältesten Bäume Polens.

## Sonstiges
Während des Zweiten Weltkriegs, bis zum Sommer 1944, lebte hier Louis Ferdinand von Preußen. Seine zweitälteste Tochter Kira Prinzessin von Preußen (* 27. Juni 1943; † 10. Januar 2004 in Berlin) kam hier zur Welt. In Cadinen feierte das Corps Masovia Königsberg viele Stiftungsfeste.

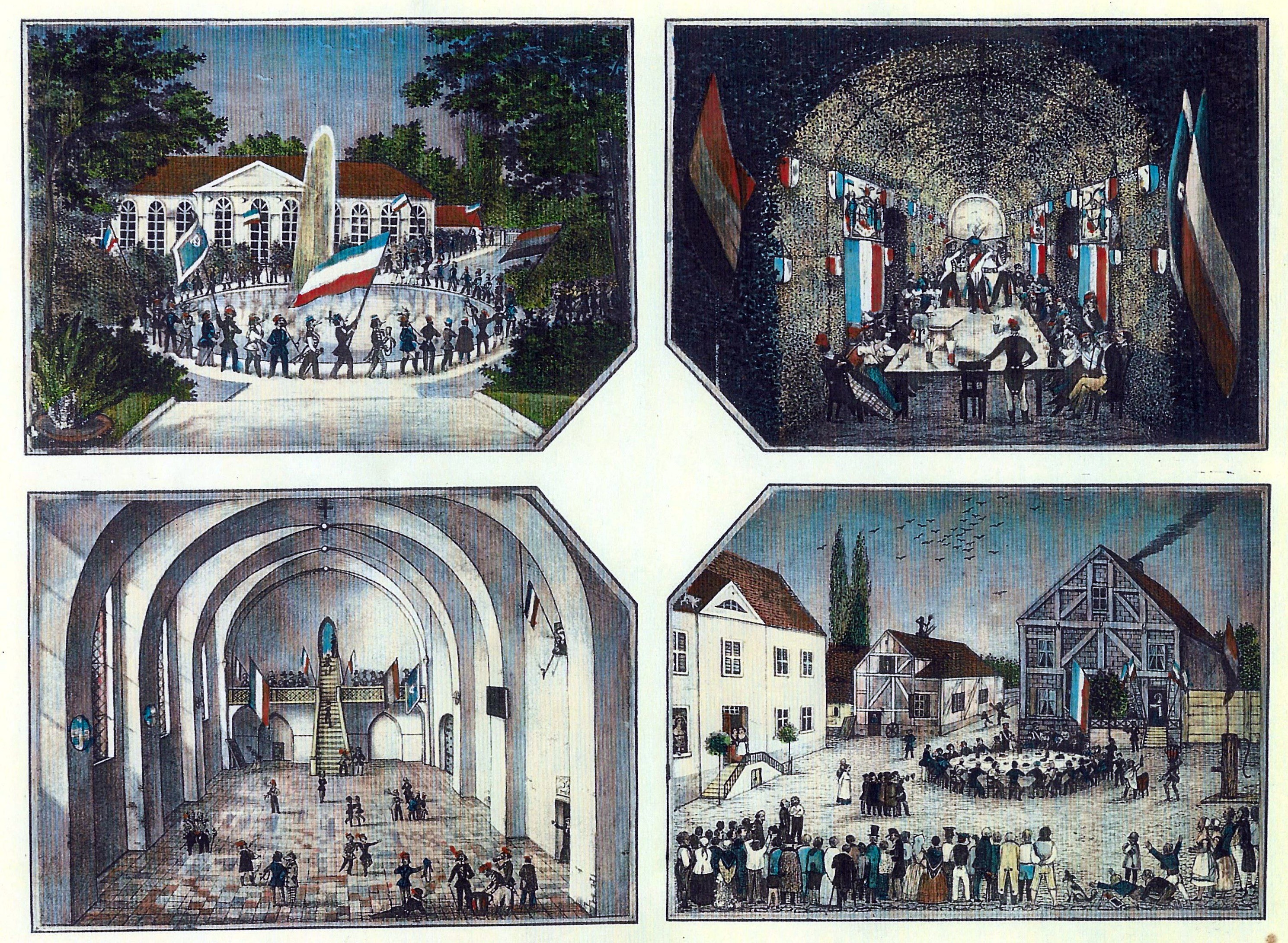
Masovia in Cadinen (1848)
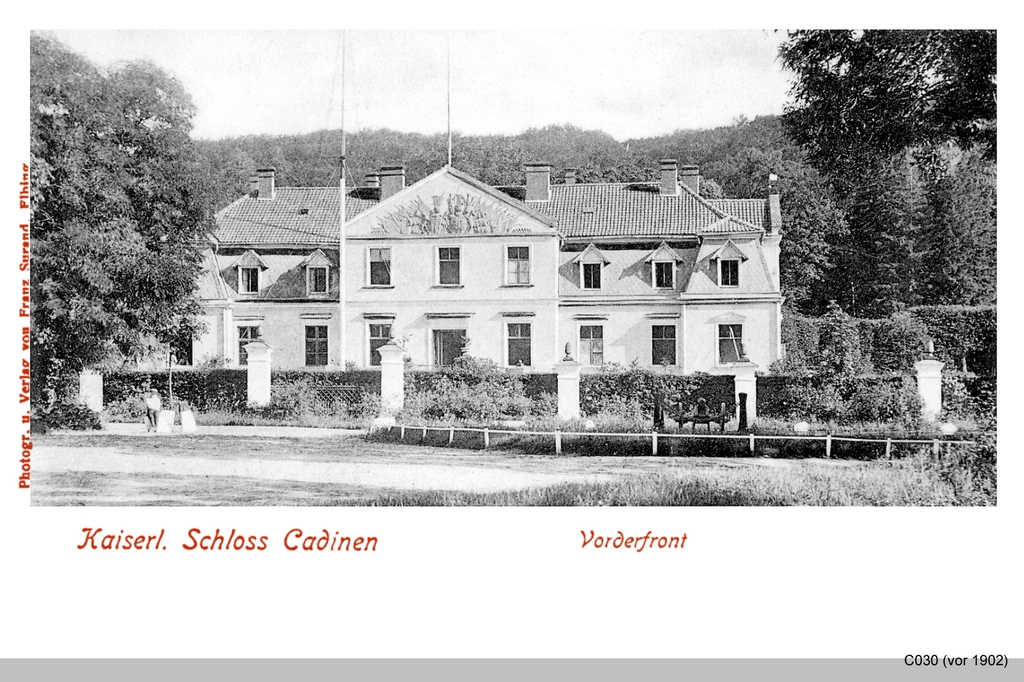
Herrenhaus und Kaiserliches Schloss
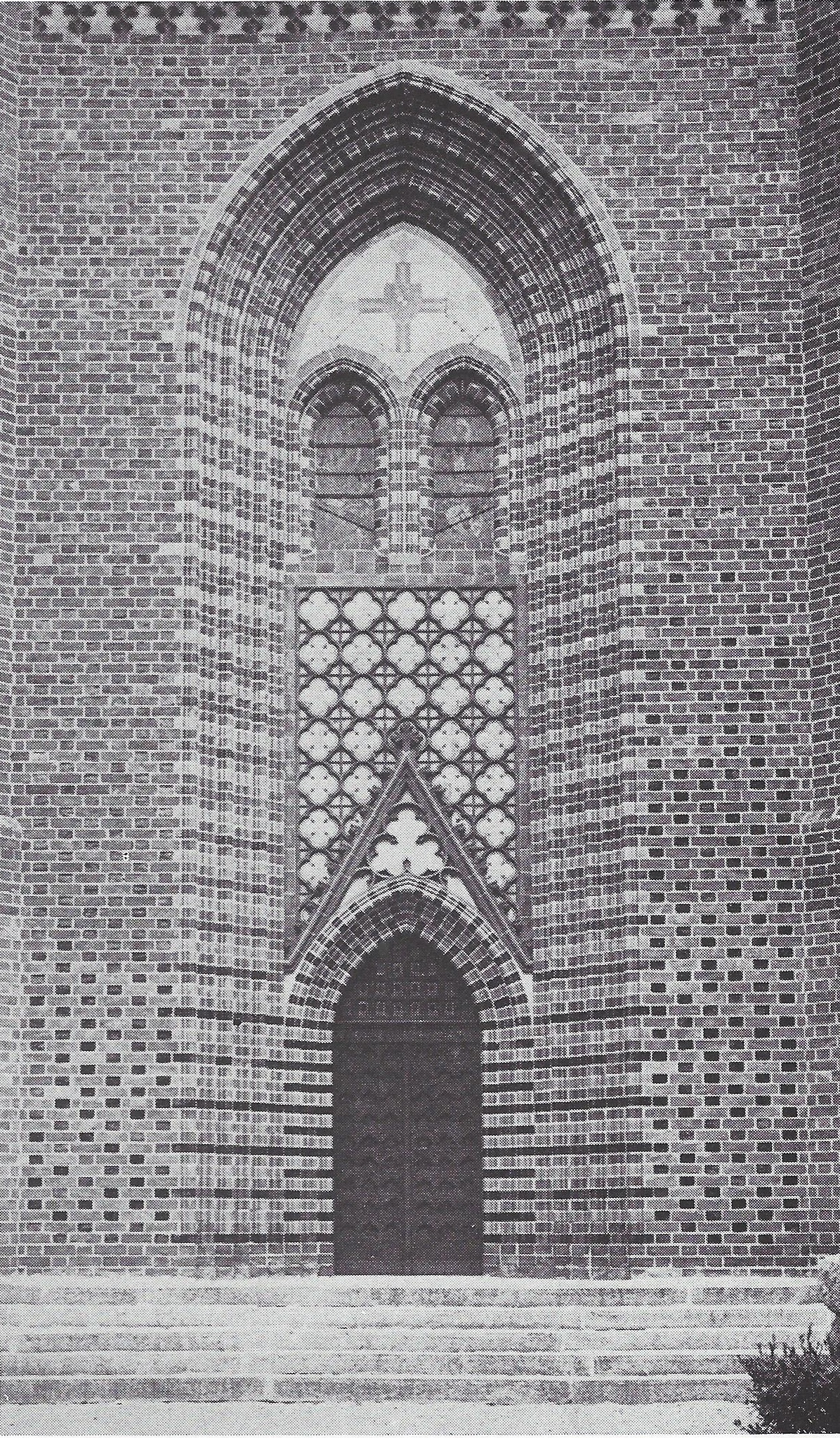
Majolika-Portal der Evangelischen Kirche, 1958 abgerissen
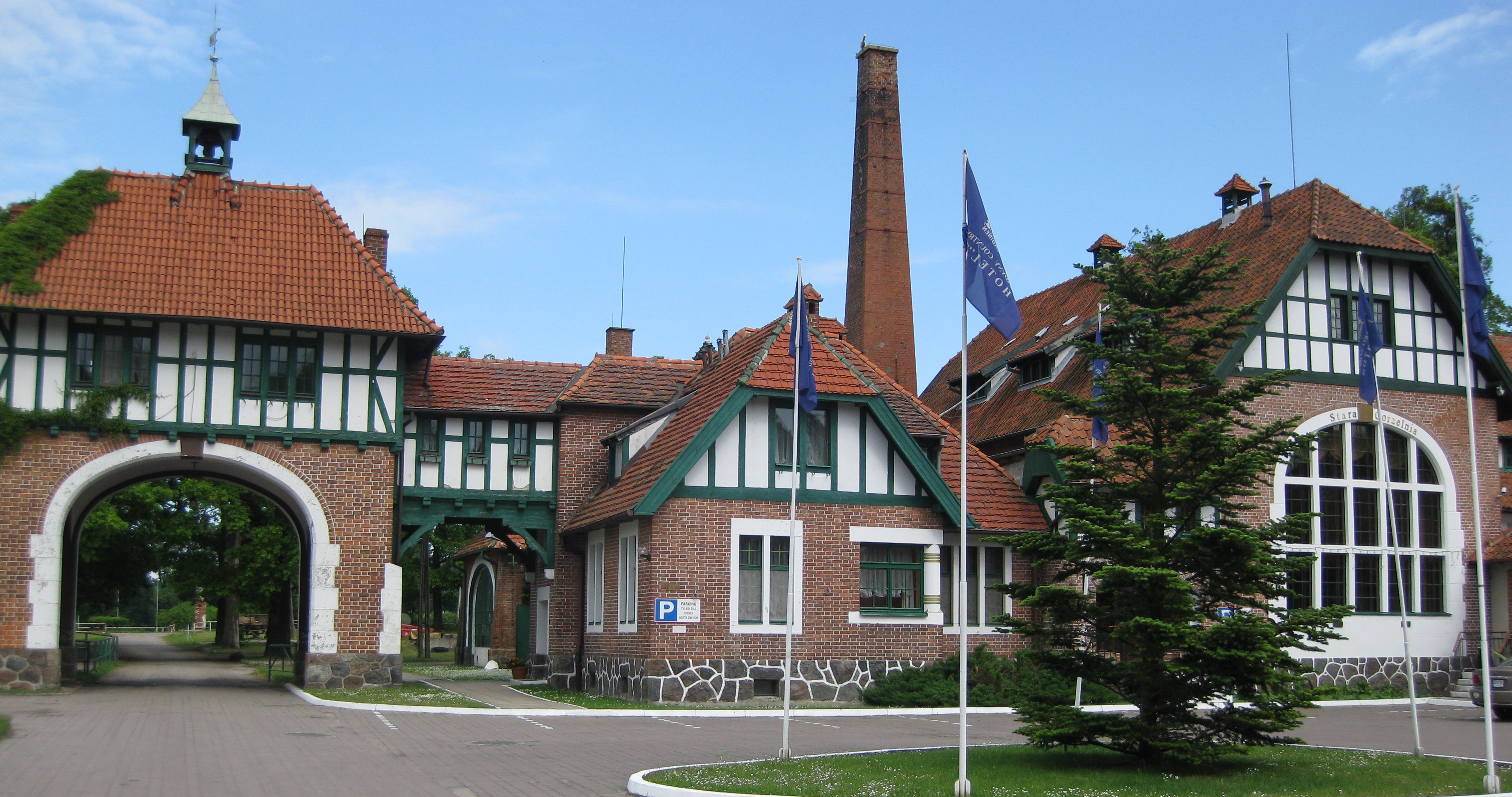
Eingangstor zum Hofgelände
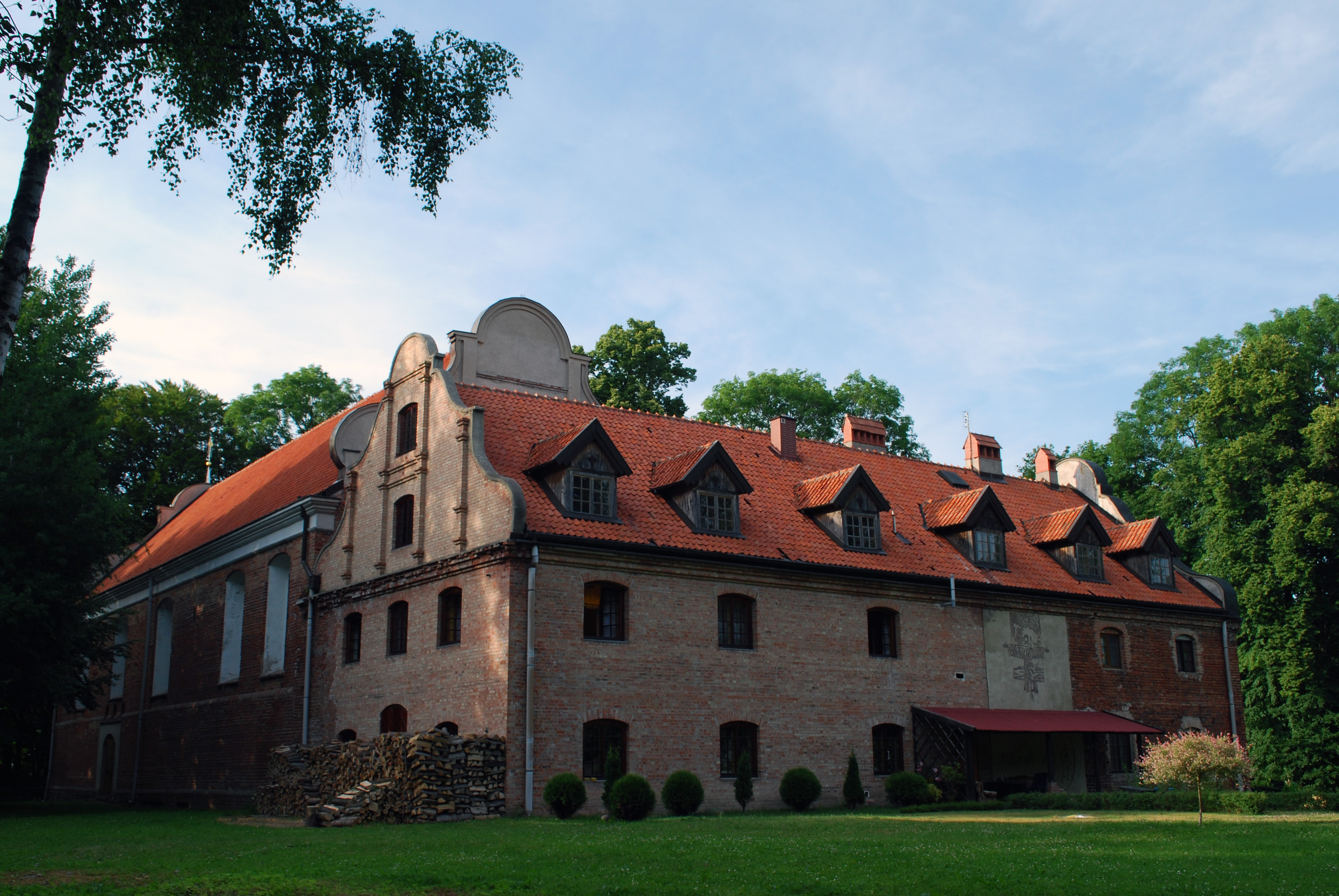
Franziskanerkloster